# Recea, Bacău
Recea este un sat în comuna Horgești din județul Bacău, Moldova, România.

## Istoric
Este un sat vechi de câteva sute de ani, vatra satului fiind mutată avale in urmă cu 200 de ani. Singura clădire mutată a fost biserica de lemn, care a fost trasă de boi 2,3 kilometri. Satul se învecinează cu satul Răcătău-Răzeși.

## Personalități
- Paul Anghel, scriitor
- Constantin Galeriu, preot ortodox